# Delta Lambda Phi
Delta Lambda Phi (ΔΛΦ) es una fraternidad social nacional para los hombres gais, bisexuales y progresistas. Les brinda un ambiente social y estructura semejante a otras fraternidades universitarias tomando model como las griegas. Delta Lambda Phi fue fundada el 15 de octubre de 1986 por Vernon L. Strickland, III, en Washington DC e incorporada en la misma ciudad el 10 de septiembre de 1987.

## Misión
Elevar la calidad de vida entre los hombres gais, bisexuales y progresistas por proporcionar dignas y resueltas actividades sociales, recreativas y actividades de servicio.
Los tres propósitos de la fraternidad son:
- Fomentar dignas y resueltas actividades sociales, recreativas y actividades de servicio para los hombres progresistas sin tener en cuenta la orientación sexual.
- Ser líderes en determinar los derechos y los privilegios del individuo en sociedad; y
- Presentar una imagen fuerte y positiva que respeta la diversidad de todos los individuos, sin tener en cuenta la orientación sexual.

Estos propósitos extensos diferencia Delta Lambda Phi de otras organizaciones dirigida hacia los hombres gais. Otras opciones sociales dentro de la comunidad gay a veces son superficial o patentemente políticas. Sin embargo, Delta Lambda Phi enfatiza la creación de amistades fuertes y duraderas entre sus miembros, tanto como entre la fraternity y la comunidad en general. Tales amistades son posibles por las experiencias únicas de una organización griega.

## Membresía
Sean gais, bisexuales o heterosexuales, todos los hombres pueden solicitar admisión.
Para ser apto para afiliarse a Delta Lambda Phi, el candidato debe vivir cerca de una delegación activa y ser hombre de 18 años o más (o de 17 años y estudiante en la escuela o universidad donde se reconoce la delegación). Las delegaciones individuales pueden adoptar otros requisitos de membresía en cuanto al estado estudiantil, además de otras políticas determinadas por su universidad o por su propia membresía.
Como la mayoría de las demás fraternidades, se emplean los procesos de “rushing” y “pledging”. “Rush” se refiere al período en que los miembros de una hermandad conocen a las personas que quieren afiliarse con ella (los “rushees”). “Pledging” se refiere al período en que las personas que se han invitado a aprender y afiliarse (pero no completamente) con la hermandad, quien se llaman los “pledges”, deben cumplir varios deberes que tratan del trabajo de equipo, la fundación de lazos interpersonales y familiarizarse con la historia y los propósitos de esa hermandad específica y las hermandades en general. Una vez que los “pledges” hayan terminado su aprendizaje, se les otorga hermandad entera. Al ser un hermano, la experiencia de DLP se centra en las actividades sociales, recreativas y las de servicio, además de reclutamiento y aprendizaje de nuevos miembros. Delta Lambda Phi prohíbe muy estrictamente cualquier tipo de la novatada.

## Símbolos y tradiciones
La mascota de la fraternidad es el centauro lambda, basado en Quirón, hijo de Crono y Filira, y el único centauro inmortal. A diferencia de otros centauros en la mitología griega, que eran bestiales y monstruosos, Quirón era tierno y sabio. Se conocía como tutor de Aquiles, Asclepio, Heracles, Jasón, Teseo y otros. Después de su muerte, Quirón pasó a ser la constelación Sagitario.
El blasón herálico de Delta Lambda Phi contiene once elementos simbólicos, de que cada cual tiene un especial significado. Por ejemplo, la lámpara con llamas representa la aclaración y la justicia ancianas. Ésta se representa también en el broche de los prometidos, que tiene una forma hexagonal. Se escogió el hexágono porque es una figura geométrica teselante, y cuando se lo pone en grupos, se obtiene una formación semejante a la de un panal. Como la clase ideal de prometidos, los hexágonos agrupados juntos son mucho más fuertes que los hexágonos solos.
Los colores de la fraternidad son el verde y el oro, aunque el blanco aparece con referencia a los miembros alumnos de la fraternidad. La flor de la fraternidad es la rosa amarilla, bien reconocida por connotaciones de amistad.
La canción de la fraternidad se llama "Delta Phi" y comúnmente se conoce como "There Once Was a Mighty Lambda Man" ("Había un hombre Lambda fuerte"). Hay dos melodías distintas que tradicionalmente se cantan. La primera es una versión ceremonial lúgubre, guardando semejanza con la canción estadounidense "When Johnny Comes Marching Home" (una canción de la Guerra Civil Americana). La segunda es un brindis adoptado de una canción folclórica australiana. Las dos versiones utilizan la misma letra. La canción oficial tiene tres estrofas, más a cada delegación se le anima escribir una cuarta estrofa para conmemorar la fundación de su delegación individual. En eventos especiales, una "versión larga" de la canción se canta ocasionalmente de vez en cuando por incluir cada "cuarta estrofa" de cada delegación presente.
Una otra canción de la fraternidad, llamada "The Delphi Hymn" ("El himno Delphi"), aplica una letra conmovedora, original a la "Ode to Joy" ("Oda a la Alegría").
El lema formal de la fraternidad es "Lambda Men Are Making Their Presence Known" ("Los hombres Lambda están dándose a conocer"). Los lemas informales de la fraternidad son "Party with Lambda Man!" ("Ir de fiesta con un hombre Lambda!") y "Delta Lambda Phi - Founded by gay men for all men" ("Delta Lambda Phi - Fundada por hombres gais por todos los hombres").
- Datos: Q4207475